# Albin Egger-Lienz

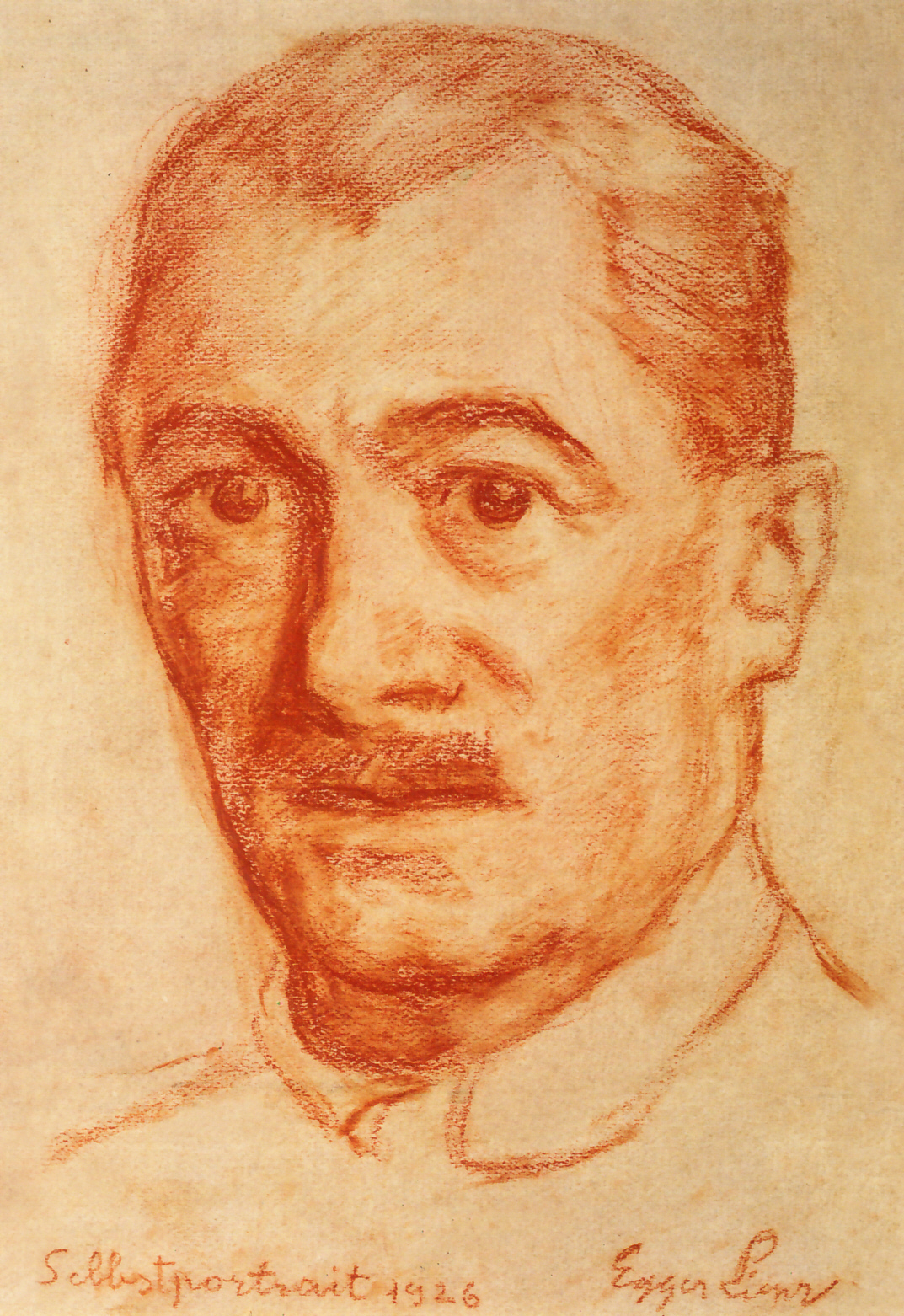
Selbstbildnis (självporträtt), 1926.

Albin Egger-Lienz, född 29 januari 1868, död 4 november 1926, var en österrikisk konstnär.
Egger-Lienz utbildade sig först som historiemålare i München, var sedan verksam i Wien, i Weimar och främst i sitt hemland Tyrolen, vars främste målare han blev. Efter 1900 utvecklade sig Egger-Lienz i en monumental, med Ferdinand Hodler besläktad stil. Bland hans kompositioner märks den gripande krigsskildringen Korset (i Innsbruck), samt Konung Etzels intåg i Wien (i Wien). För hans förenklade folkliga konst under de senare åren är Bordsbönen och Middagsmåltiden betecknande. Han finns representerad på Leopold Museum i Wien.

## Galleri

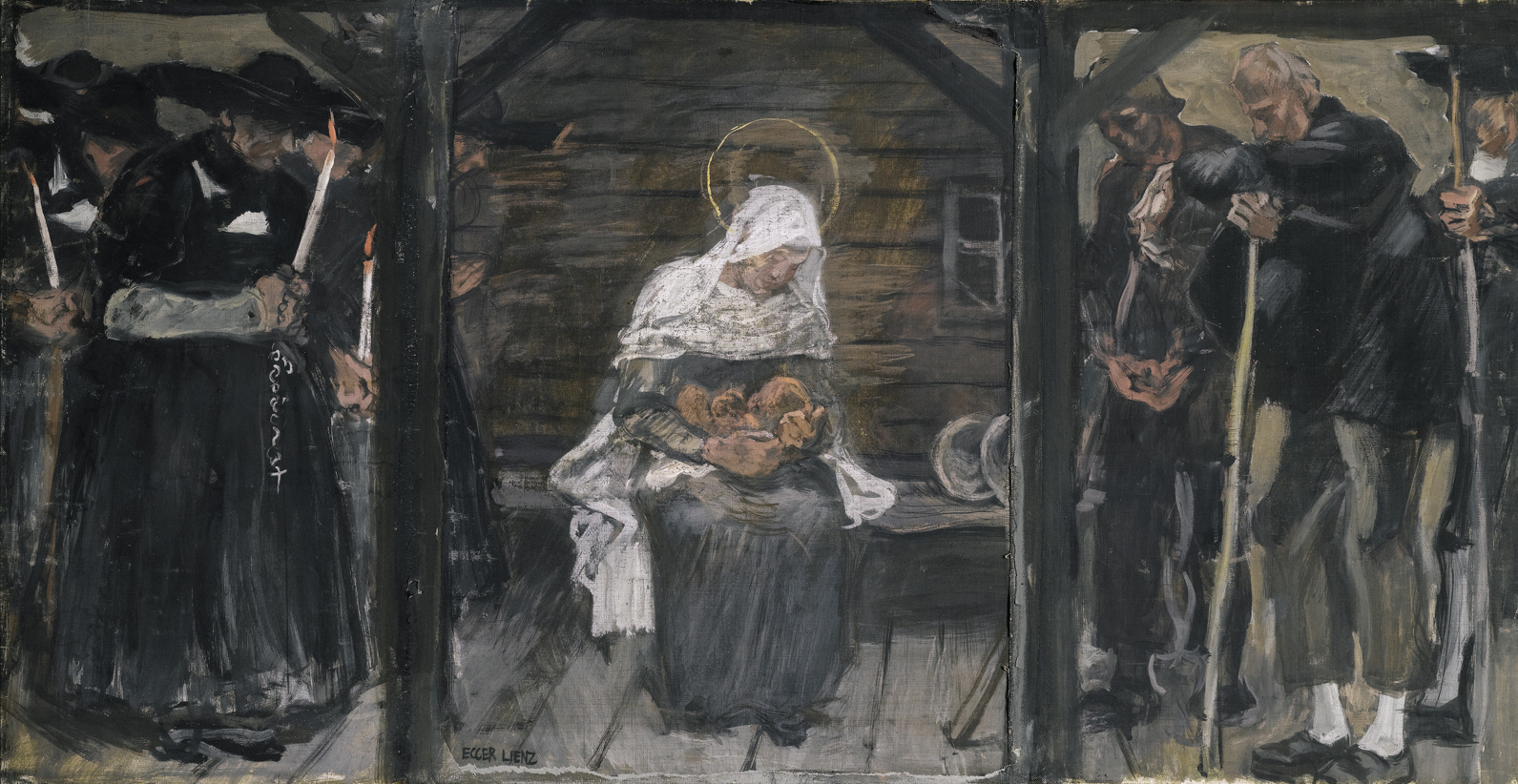
Wallfahrer (1904)
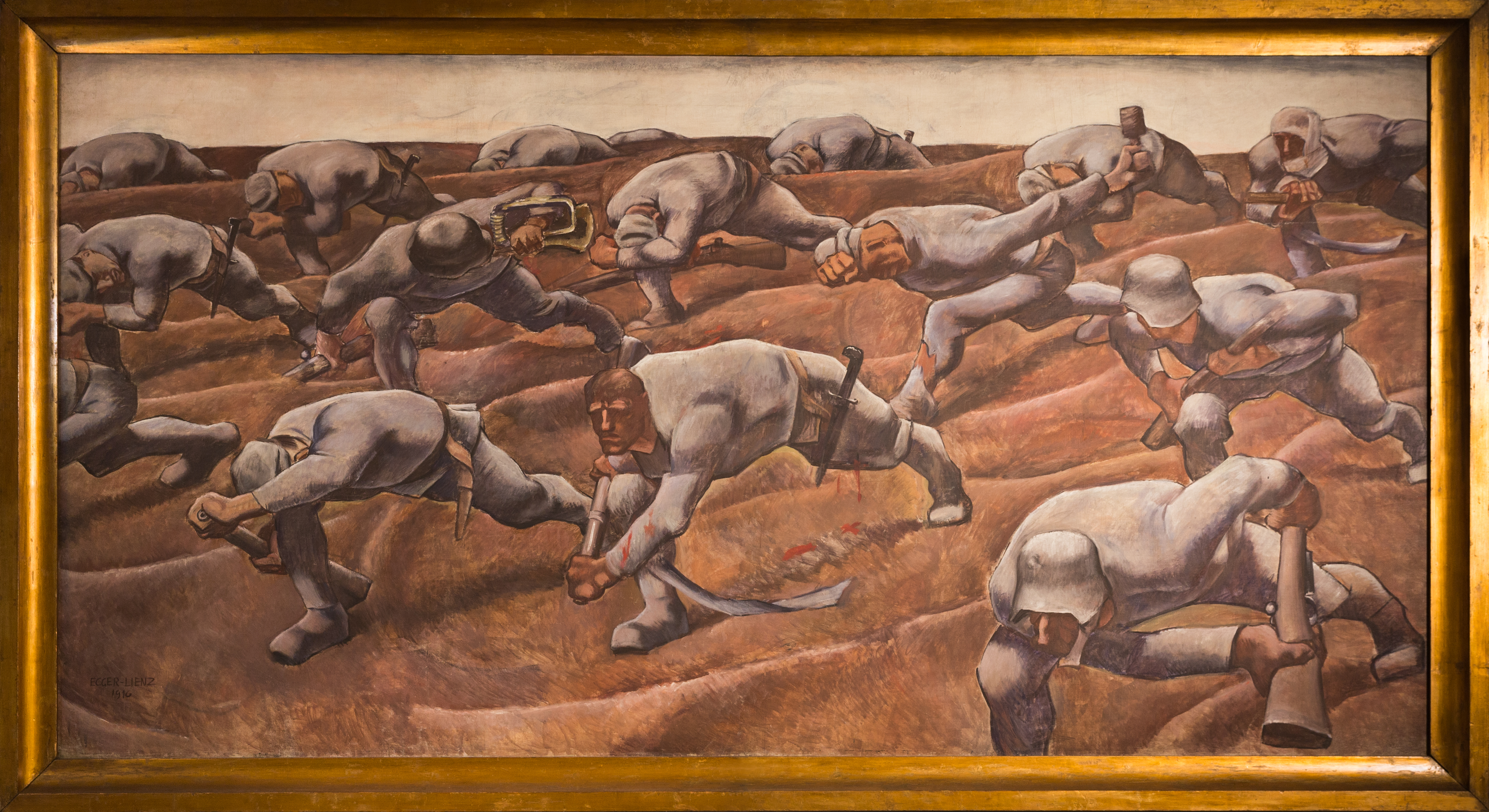
Den Namenlosen (1916)